# Torre Galicia Central
La Torre Galicia Central è un grattacielo della capitale argentina Buenos Aires. È situato nel centrale quartiere di San Nicolás, nell'area comunemente nota come Microcentro.

## Storia
Nel 1905 l'area dove sorge l'odierno grattacielo ospitava la sede di Buenos Aires del Banco Español del Río de la Plata. Alla fine del 1999, il vecchio edificio fu acquistato dal Banco Galicia e il Governo della Città di Buenos Aires (GCBA) approvò il progetto dello studio Mario Roberto Álvarez y Asociados (MRAyA) per la costruzione di un grattacielo per uffici con un'altezza di gran lunga superiore a qualsiasi altra nella zona. Il Segretario alla Pianificazione Enrique García Espil sostenne che la posizione dell'edificio era destinata a dare nuovo impulso a quell'area di Buenos Aires, mantenendo la sede di numerose banche che avevano iniziato a trasferirsi in altri quartieri.
Nel gennaio 2000 la demolizione dell'edificio del Banco Español, considerato di valore storico ma privo di una tutela legale che lo avrebbe protetto, ebbe una forte ripercussione sui media, dove diversi esperti criticarono aspramente l'approvazione da parte del governo di Buenos Aires del progetto di MRAyA, modificato per preservare le facciate originali. ALcuni elementi dell'interno, come i vitraux che ornavano il lucernario centrale della Banca, sono stati salvati e donati al Museo della Città di Buenos Aires.
La costruzione della Torre Galicia Central iniziò dopo queste problematiche iniziali, ma la crisi economica del 2001 ebbe conseguenze disastrose per il Banco Galicia e i lavori furono sospesi. Il grattacielo è stato inaugurato solo nel 2007. Ha trentatre piani e raggiunge un'altezza di 145 metri.